# Helmut Bohnhorst
Helmut Bohnhorst jr. (* 3. Januar 1960) ist ein deutscher Unternehmer.

## Leben
Bohnhorst war bis 2014 in vierter Generation Eigentümer der Bohnhorst Agrarhandel GmbH mit Sitz im niedersächsischen Steimbke. Das Unternehmen wurde am 26. Mai 1882 von Bohnhorsts Ururgroßvater Wilhelm Bohnhorst gegründet. Im Februar 2013 übernahm die BayWa AG erst 60 Prozent und im September 2014 schließlich die kompletten Anteile des Unternehmens. Seit dem 1. April 2015 firmiert sie als BayWa Agrarhandel GmbH.
Bohnhorst ist seit seiner Kindheit Fan des Hamburger SV. Am 20. März 2015 erwarb er für vier Millionen Euro 1,5 Prozent der Anteile der HSV Fußball AG, die die Lizenzspielerabteilung des Vereins betreibt.